# Tréauville
Tréauville és un municipi francès situat al departament de la Manche i a la regió de Normandia. L'any 2007 tenia 693 habitants.

## Demografia

### Població
El 2007 la població de fet de Tréauville era de 693 persones. Hi havia 271 famílies de les quals 62 eren unipersonals (41 homes vivint sols i 21 dones vivint soles), 94 parelles sense fills, 99 parelles amb fills i 16 famílies monoparentals amb fills.
La població ha evolucionat segons el següent gràfic:
Habitants censats

### Habitatges
El 2007 hi havia 332 habitatges, 270 eren l'habitatge principal de la família, 43 eren segones residències i 19 estaven desocupats. 319 eren cases i 9 eren apartaments. Dels 270 habitatges principals, 203 estaven ocupats pels seus propietaris, 59 estaven llogats i ocupats pels llogaters i 8 estaven cedits a títol gratuït; 2 tenien una cambra, 16 en tenien dues, 42 en tenien tres, 57 en tenien quatre i 152 en tenien cinc o més. 191 habitatges disposaven pel capbaix d'una plaça de pàrquing. A 103 habitatges hi havia un automòbil i a 145 n'hi havia dos o més.

### Piràmide de població
La piràmide de població per edats i sexe el 2009 era:
| Homes | Edats   | Dones |
| ----- | ------- | ----- |
| 0     | 95 o +  | 0     |
| 0     | 90 a 94 | 0     |
| 4     | 85 a 89 | 8     |
| 0     | 80 a 84 | 0     |
| 8     | 75 a 79 | 8     |
| 12    | 70 a 74 | 20    |
| 20    | 65 a 69 | 20    |
| 20    | 60 a 64 | 8     |
| 12    | 55 a 59 | 12    |
| 28    | 50 a 54 | 16    |
| 16    | 45 a 49 | 24    |
| 40    | 40 a 44 | 20    |
| 28    | 35 a 39 | 28    |
| 12    | 30 a 34 | 16    |
| 24    | 25 a 29 | 16    |
| 4     | 20 a 24 | 16    |
| 24    | 15 a 19 | 28    |
| 24    | 10 a 14 | 32    |
| 28    | 5 a 9   | 24    |
| 8     | 0 a 4   | 4     |

## Economia
El 2007 la població en edat de treballar era de 441 persones, 316 eren actives i 125 eren inactives. De les 316 persones actives 290 estaven ocupades (163 homes i 127 dones) i 25 estaven aturades (9 homes i 16 dones). De les 125 persones inactives 46 estaven jubilades, 45 estaven estudiant i 34 estaven classificades com a «altres inactius».

### Ingressos
El 2009 a Tréauville hi havia 297 unitats fiscals que integraven 779,5 persones, la mediana anual d'ingressos fiscals per persona era de 18.503 €.

### Activitats econòmiques
Dels 13 establiments que hi havia el 2007, 2 eren d'empreses de construcció, 4 d'empreses de comerç i reparació d'automòbils, 2 d'empreses de transport, 3 d'empreses d'hostatgeria i restauració, 1 d'una empresa de serveis i 1 d'una empresa classificada com a «altres activitats de serveis».
Dels 4 establiments de servei als particulars que hi havia el 2009, 1 era un paleta i 3 restaurants.
Els 3 establiments comercials que hi havia el 2009 eren botiges de menys de 120 m².
L'any 2000 a Tréauville hi havia 39 explotacions agrícoles que ocupaven un total de 1.197 hectàrees.

## Equipaments sanitaris i escolars
El 2009 hi havia una escola elemental.

## Poblacions més properes
El següent diagrama mostra les poblacions més properes.